# Stefano Uroš II Milutin
Stefano Uroš II Milutin Nemanjić (in serbo Стефан Урош II Милутин Немањић?; 1253 – 29 ottobre 1321) è stato un sovrano serbo.

## L'ascesa al trono
Figlio di Stefano Uroš I e di Elena d'Angiò, ascese al trono di Serbia nel 1282 dopo l'abdicazione di suo fratello Dragutin, spinto a cedere la corona dalla ribellione della nobiltà. Come contropartita, Dragutin gli chiese di nominare il proprio figlio Vladislav erede al trono. Milutin non accettò e Dragutin gli mosse guerra con l'aiuto dell'esercito ungherese. La battaglia fu favorevole a Milutin. I due fratelli si riconciliarono grazie all'intervento dell'arcivescovo ortodosso Danilo II.

## Le conquiste

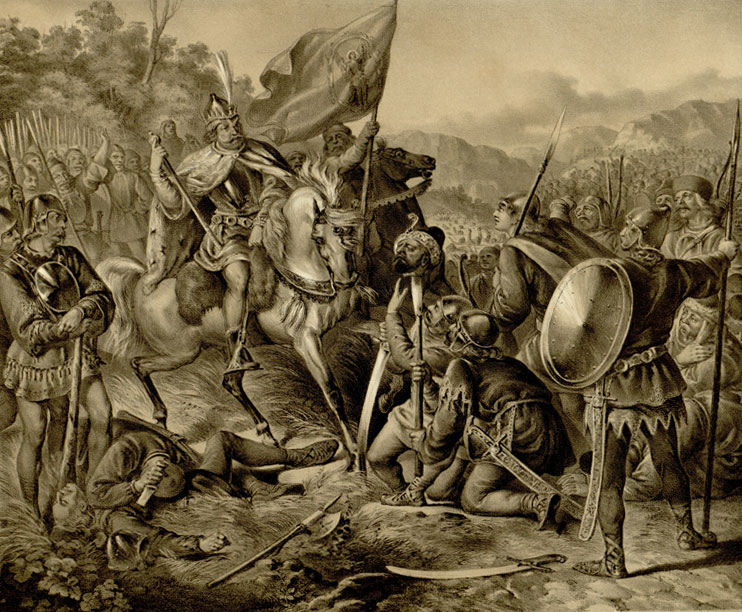
Milutin davanti ai Tartari

Dragutin era stato destituito dalla nobiltà a causa della politica di pace che portava avanti con i vicini, in particolare con l'Impero bizantino, verso i cui territori, i notabili serbi non erano più autorizzati a muovere guerra per espandersi. Milutin al contrario, decise di invadere la Macedonia bizantina e il Nord dell'Albania.
Nel 1284 l'Albania fino alla città di Kroja, e la Macedonia, fino a Ohrid divennero serbe. Terminate le conquiste nei confronti di Bisanzio, si decise per l'attacco alla Bulgaria, allora divisa e dilaniata da guerre intestine: furono occupate la città di Ždrelo e le regioni di Braničevo e Kučevo che mise sotto la propria protezione. Al principe bulgaro Šišman diede in amministrazione la città di Vidin appena sottratta al controllo dei Tartari del Khanato dell'Orda d'Oro.
La perdita di Vidin fece infuriare Nogai Khan che si mosse con l'intero esercito alla volta della Serbia. In tutta fretta, Milutin organizzò un'ambasceria composta dai maggiori notabili serbi per placare la sua ira. Insieme numerosi doni, Milutin offrì ai tartari il proprio figlio Stefano Dečanski come ostaggio. Nogai Khan apprezzò la mossa diplomatica, portò con sé il ragazzo e la pace fu fatta. Stefano poté tornare in Serbia solo nel 1299 alla morte del Khan.

## L'alleanza con Bisanzio

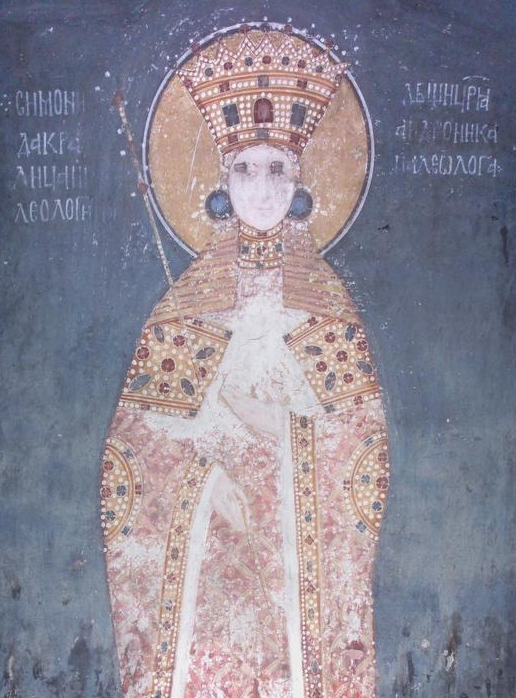
Simonida, moglie di Milutin

Dopo aver sottratto la Macedonia a Bisanzio, Milutin volle che tale conquista gli fosse riconosciuta dall'imperatore, e che tra i due stati nascesse un'alleanza. Chiese, così, ad Andronico II di poter prendere in moglie una principessa imperiale. Gli fu concessa Eudocia, la sorella di Andronico che, però, rifiutò; così la scelta cadde su Simonida, la figlia dello stesso imperatore. Le nozze furono celebrate nel 1299, e fu stabilita un'alleanza che si rivelò ben presto utile per Costantinopoli.
L'Impero d'Oriente aveva ormai perduto quasi tutti i propri possedimenti in Asia minore, caduti sotto il controllo degli Ottomani. Con le terre, erano venuti meno anche gli introiti dei tributi che permettevano all'Imperatore di pagare i salari delle truppe, in particolare di quelle mercenarie. Fu così che, privati delle paghe, i mercenari catalani si erano dati ad atti di razzia nei confronti del tesoro dei monasteri di Monte Athos. Milutin andò in soccorso dell'Imperatore, inviando un'armata guidata da Novak Grebstrek, che combatté i Turchi in Asia minore per più di un anno. Questo atto valse alla Serbia l'eterna gratitudine di Andronico.
Milutin volle intraprendere relazioni diplomatiche anche con la Santa Sede, prendendo contatti col papa Benedetto XI. La Chiesa latina aveva intenzione di convertire i Serbi al Cattolicesimo, e il sovrano non era per nulla contrario a questa ipotesi. Furono avviati negoziati che vennero, però, interrotti poiché Milutin aspirava ad una libertà che il Papato non poteva concedergli. Il fallimento delle trattative divenne definitivo, quando la Serbia entrò in conflitto con la corona ungherese.

## Le guerre per la successione

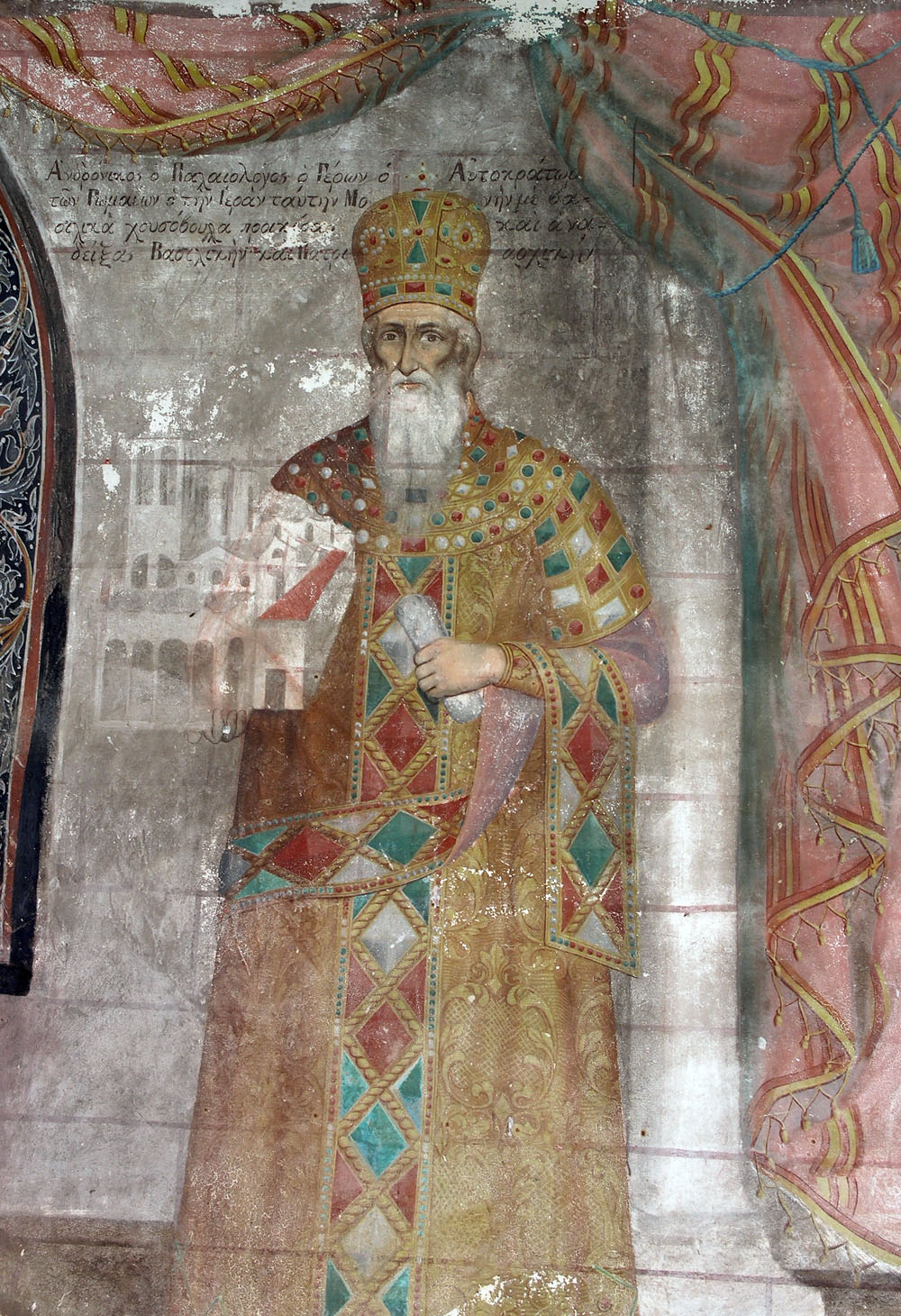
L'Imperatore Andronico II Paleologo

Stefano Dečanski, il figlio di Milutin e della prima moglie Anna di Bulgaria, era stato designato erede al trono al momento della disputa dinastica con Dragutin. Quando i due fratelli si furono riconciliati, Stefano temette per la propria posizione. Riunì allora la nobiltà della terra di Zeta di cui era Signore, per difendere la propria causa e ribellarsi, quindi, al re. Milutin, venuto a sapere del complotto, armò l'esercito e nel 1314 si presentò alla corte del figlio e lo arrestò; lo fece condurre a Skopje dove fu accecato, atto col quale veniva sancita l'impossibilità di un erede al trono di diventare re, secondo l'uso bizantino. Da Skopje fu, infine, esiliato a Costantinopoli, alla corte di Andronico II.
La figlia dell'imperatore, Irene, che godeva della stima di Milutin, cercò di far dichiarare uno dei propri figli erede al trono serbo, ma sia i notabili che il popolo si opposero poiché non concepivano di avere un monarca che non fosse un Nemanjić. Restava in lizza il figlio di Dragutin, Vladislav, ma quando questi successe al padre sul trono di Sirmia, Minutin lo fece arrestare. L'Ungheria alleata di Vladislav, dichiarò guerra alla Serbia, ma Milutin reagì occupando tutte le terre che l'Ungheria aveva donato a Dragutin: la regione della Mačva e le città di Lupnik, Kudnik e Belgrado. I Magiari si appellarono al papa Giovanni XXII che organizzò una larga alleanza di tutti i vicini della Serbia per abbattere Minutin e permettere all'Ungheria di riorganizzare l'esercito. Papa Giovanni chiamò in soccorso la Croazia e l'Albania. Mentre l'Albania si alleò con Milutin, la Croazia occupò la regione di Hum; l'esercito serbo mosse da Belgrado e sconfisse i Croati facendo prigioniero il fratello del bano (viceré) Mladen II Bribirski. La Croazia, così, fu costretta a firmare un trattato di pace, ma l'Ungheria, che aveva ripreso vigore, rioccupò tutte le terre che le erano state sottratte, per perderle nuovamente, sconfitta ancora dall'armata di Milutin il quale, però, non riuscì più a riprendere Belgrado.
Nel 1321, Stefano Dečanski ritornò da Costantinopoli e fu perdonato dal padre che, in ogni caso, considerò come proprio erede al trono il suo ultimo figlio Stefano Costantino, nato dal matrimonio con Elisabetta, la figlia di Stefano V d'Ungheria.

## La politica interna

Il monastero di Hilandar

L'ambizione più grande di Milutin era far diventare la Serbia uno stato di primo piano nei Balcani; per farlo, era necessaria un'alleanza con una delle grandi potenze europee. L'alternativa era tra il papato e l'Impero romano d'Oriente. Roma attuava una politica di accentramento assoluto del potere; la religione cattolica era una prerogativa imprescindibile per qualunque nazione si fosse posta sotto la protezione del pontefice: cattolicesimo significava lingua latina nei riti e nella cultura, significava anche sottomissione al papa. Con Costantinopoli la situazione era diversa: le chiese ortodosse si esprimevano nelle lingue dei popoli sia nei riti che nelle manifestazioni culturali; oltre a ciò il patriarcato greco godeva di un primato puramente d'onore. Anche l'Imperatore era molto meno esigente con i suoi vassalli e alleati: un sovrano che fosse entrato nella sfera d'influenza di Bisanzio avrebbe goduto di un potere molto più ampio che non alleandosi con Roma. Così, Milutin scelse Costantinopoli che prese in tutto e per tutto come modello.
Iniziò, quindi, una serie di riforme d'ispirazione bizantina, pur mantenendo vive le istituzioni tipicamente serbe come l'assemblea del Popolo. Creò gli Uffici giuridici in cui venivano uniformate le procedure giudiziarie e decise le composizioni dei tribunali, sulla base dell'uguaglianza dei cittadini, prescindendo dal loro rango. Alcune deliberazioni degli Uffici giuridici divennero vere e proprie leggi e fonti di diritto per la legislazione dei successori di Milutin.
In campo economico, la Serbia continuò a sfruttare le miniere d'argento rese operative da Stefano Uroš I, e rafforzò i legami commerciali con l'Impero d'Oriente e con la città libera di Ragusa di Dalmazia. I proventi di queste attività finanziarono le opere di Milutin. Sfruttando l'esistente sistema viario serbo, il sovrano fece erigere lungo le strade moltissimi monasteri non solo in tutto il regno, ma anche a Costantinopoli, Salonicco, sull'Athos (dove fortificò contro gli assalti dei mercenari catalani il monastero di Hilandar) e a Gerusalemme. Milutin diede anche grande impulso alla sanità, finanziando i medici con ingenti somme d'oro sia perché curassero gli ammalati, sia perché mettessero a disposizione le proprie conoscenze e le insegnassero ai discepoli.
Anche l'educazione fu tra gli interessi del re: la filosofia greca e le tecniche d'insegnamento bizantine furono introdotte nel sistema formativo serbo. La costruzione di chiese e monasteri (il più importante dei quali è quello di Gračanica) e l'affidamento al clero orientale di importanti prerogative come l'insegnamento e la diffusione della cultura nazionale, fecero definitivamente della Serbia un regno cristiano ortodosso. La fede e l'appartenenza nazionale divennero per il Popolo serbo un tutt'uno che permane ancor oggi.
Stefano Uroš II Milutin Nemanjić morì nell'ottobre del 1321. Fu sepolto nel monastero di Branjska in Kosovo; la sua scomparsa riaccese la disputa per la successione al trono.

## Ascendenza
|                         |                  |                          | Genitori                |  |  | Nonni |  |  | Bisnonni        |  |  | Trisnonni        |  |
|                         |                  |                          |                         |  |  |       |  |  | Stefano Nemanja |  |  | Zavida Vukanović |  |
|                         |                  |                          |                         |  |  |       |  |  | Stefano Nemanja |  |  | Zavida Vukanović |  |
|                         |                  | …                        |                         |  |  |       |  |  | Stefano Nemanja |  |  |                  |  |
| Stefano Prvovenčani     |                  |                          |                         |  |  |       |  |  | Stefano Nemanja |  |  |                  |  |
|                         |                  | Anna di Serbia           | Alessandro di Valacchia |  |  |       |  |  |                 |  |  |                  |  |
|                         |                  | Anna di Serbia           | Alessandro di Valacchia |  |  |       |  |  |                 |  |  |                  |  |
|                         |                  | Anna di Serbia           | …                       |  |  |       |  |  |                 |  |  |                  |  |
| Stefano Uroš I          |                  | Anna di Serbia           |                         |  |  |       |  |  |                 |  |  |                  |  |
|                         |                  | Raniero Dandolo          | Enrico Dandolo          |  |  |       |  |  |                 |  |  |                  |  |
|                         |                  | Raniero Dandolo          | Enrico Dandolo          |  |  |       |  |  |                 |  |  |                  |  |
|                         |                  | Raniero Dandolo          | Felicita Bembo          |  |  |       |  |  |                 |  |  |                  |  |
| Anna Dandola            |                  | Raniero Dandolo          |                         |  |  |       |  |  |                 |  |  |                  |  |
|                         |                  | …                        | …                       |  |  |       |  |  |                 |  |  |                  |  |
|                         |                  | …                        | …                       |  |  |       |  |  |                 |  |  |                  |  |
|                         |                  | …                        | …                       |  |  |       |  |  |                 |  |  |                  |  |
| Stefano Uroš II Milutin |                  | …                        |                         |  |  |       |  |  |                 |  |  |                  |  |
|                         | Isacco II Angelo | Andronico Angelo         |                         |  |  |       |  |  |                 |  |  |                  |  |
|                         | Isacco II Angelo | Andronico Angelo         |                         |  |  |       |  |  |                 |  |  |                  |  |
|                         | Isacco II Angelo | Eufrosina Castamonitissa |                         |  |  |       |  |  |                 |  |  |                  |  |
| Giovanni Angelo di Srem | Isacco II Angelo |                          |                         |  |  |       |  |  |                 |  |  |                  |  |
|                         |                  | Margherita d'Ungheria    | Béla III d'Ungheria     |  |  |       |  |  |                 |  |  |                  |  |
|                         |                  | Margherita d'Ungheria    | Béla III d'Ungheria     |  |  |       |  |  |                 |  |  |                  |  |
|                         |                  | Margherita d'Ungheria    | Agnese d'Antiochia      |  |  |       |  |  |                 |  |  |                  |  |
| Elena d'Angiò           |                  | Margherita d'Ungheria    |                         |  |  |       |  |  |                 |  |  |                  |  |
|                         |                  | Enrico I di Vianden      | Federico III di Vianden |  |  |       |  |  |                 |  |  |                  |  |
|                         |                  | Enrico I di Vianden      | Federico III di Vianden |  |  |       |  |  |                 |  |  |                  |  |
|                         |                  | Enrico I di Vianden      | Matilde di Neuerburg    |  |  |       |  |  |                 |  |  |                  |  |
| Matilda di Courtenay    |                  | Enrico I di Vianden      |                         |  |  |       |  |  |                 |  |  |                  |  |
|                         |                  | Margherita di Namur      | Pietro II di Courtenay  |  |  |       |  |  |                 |  |  |                  |  |
|                         |                  | Margherita di Namur      | Pietro II di Courtenay  |  |  |       |  |  |                 |  |  |                  |  |
|                         |                  | Margherita di Namur      | Iolanda di Fiandra      |  |  |       |  |  |                 |  |  |                  |  |
|                         |                  | Margherita di Namur      |                         |  |  |       |  |  |                 |  |  |                  |  |